# Pontrobert
Pontrobert (o Pont Robert) és un poblet en la comarca gal·lesa de Powys. Té una església dedicada a Sant Joan Evangelista, que depèn de la parròquia de Sant Tysilio i de Santa Maria de Meifod  Arxivat 2004-09-21 a Wayback Machine., i una capella del 1800 (restaurada el 1995) dedicada al ministre metodista John Hughes (conseller espiritual i editor dels escrits d'Ann Griffiths, que hi visqué entre 1814 i 1854 i és enterrat en un cementiri veí . Té una escola pública, l'Ysgol Pontrobert, oficina de correus, un centre comunitari obert el 1981  Arxivat 2016-03-04 a Wayback Machine., un hotel -el Royal Oak Inn-, un campament de caravanes (Parc Cynhinfa Caravan Park) i una empresa de construcció de cases de fusta  Arxivat 2008-11-21 a Wayback Machine..
El seu nom deriva del pont que creua el riu Efyrnwy, reconstruït per Robert ap Oliver de Cynhinfa després d'una crescuda del riu en 1633, i al voltant del qual s'originà el poble.